# Niels Winge Grimnes
Niels Winge Grimnes (født 17. mars 1885 i Stavanger, død 19. december 1922 i Oslo) var en norsk arkitekt. Han var søn af landbrugsingeniør Aanon Grimnes (1846–1918).

## Uddannelse og arbejde
Grimnes tog optagelseseksamen ved Storms skole i Stavanger og gik så et år på Krigsskolen i Oslo. Derefter fulgte Trondhjems Tekniske Læreanstalt, hvor han blev udlært i 1909. Efterfølgende var Grimnes så assistent ved flere arkitektkontorer: hos Johan Osness (Trondheim) 1909–10, Andreas Bjercke (Oslo) 1910–12 og Ragnar Östberg (Stockholm) 1912–13.
Fra 1913 var Grimnes ansat hos NSB's nystartede arkitektkontor. Sammen med kontorets leder Gudmund Hoel tegnede han en ny station til Kongsberg samt flere andre stationer på Sørlandsbanen og Bratsbergbanen. Han var også assistent for Arnstein Arneberg og overtog hans projekt med Handelsbygningen ved den daværende Drammensveien. Grimnes var også aktiv i Vestfold, hvor han udover at tegne Hvalfangstmuseet i Sandefjord arbejdede med fleste præstegårde. Han deltog desuden i Fortidsminneforeningens arbejde med kortlægning af præstegårde og andre gamle bygninger.
I 1918–19 studerede Grimnes ved Konstakademien i Stockholm. Han foretog studierejser til Italien og Tyskland og deltog i en række arkitektkonkurrencer.
Grimnes døde i 1922, kun 37 år gammel, og er begravet på Vestre gravlund i Oslo.

## Udvalgte værket
(Baseret på Arkitekturhistorie.no med mindre andet er nævnt.)
- Lagerskur på Tøyenbekken 12, Oslo (1916)
- Kongsberg Station (1917, sammen med Gudmund Hoel)
- Hvalfangstmuseet, Museumsgata 39, Sandefjord (1917)
- etageejendomme på Gabels gate 21A og 21B, Oslo (1918)
- Handelsbygningen, Drammensveien 20 (nu Henrik Ibsens gate 60) (1917–19, sammen med Arnstein Arneberg)
- Stationsbygninger på Sørlandsbanen og Bratsbergbanen (sammen med Gudmund Hoel): Sandsværmoen (1920), Saggrenda (1920), Holtsås (1917), Nordagutu (1917)
- Sandar prestegård (1918 eller 1919)[4]
- Arbejder på Sauherad prestegård (1921)
- Arbejder på Bakke prestegård, Sirnes (1922)[5]
- Oddernes prestegård, Kristiansand[6]